# Museo irpino
Il museo irpino è uno dei principali poli museali della provincia di Avellino. Unitamente al museo etnografico Beniamino Tartaglia di Aquilonia, al museo civico e della ceramica (con l'annesso polo didattico e scientifico) di Ariano Irpino, al museo civico di villa Amendola di Avellino, al museo delle produzioni artistiche e dell’artigianato popolare di Fontanarosa e al museo del lavoro e della vecchia ramiera di San Potito Ultra costituisce infatti il Sistema Museale Irpino (SiMuIr). Trova luogo nella storica sede del palazzo della Cultura in corso Europa e nei locali del Carcere borbonico di Avellino.
Il polo museale si articola in: 
- Sezione archeologica
- Collezione Salomone
- Museo irpino del Risorgimento
- Lapidario provinciale
- Mostra dei presepi
- Giardino degli odori
- Pinacoteca provinciale
- Depositi

## Sedi
Il polo si divide in due sedi entrambe nel centro di Avellino:
- Palazzo della Cultura: progettato da Francesco Fariello, è un edificio neo-razionalista inaugurato nel dicembre del 1966. Fu costruito all'interno dell'antico orto botanico di Avellino di cui rimane il giardino del museo e la villa comunale posta di fronte al museo. Il progetto vinse un concorso nazionale di idee nel 1955 e l'originale prevedeva una statua a sinistra dell'ingresso, tale statua è stata sostituita da una fontanella. In tale sede è ospitata la collezione archeologica che occupa tutto il pian terreno mentre gli altri due piani dell'edificio sono occupati dalla mediateca provinciale, dall'emeroteca e dalla biblioteca provinciale, otre che dal Centro Rete al piano seminterrato[4].
- Ex Carcere borbonico[5]

### Sezione archeologica
La sezione destinata all’archeologia occupa l’intero piano terra dell'edificio di corso Europa, per una superficie complessiva di circa 2000 m², compreso il cortile interno, e fa parte di una struttura multifunzionale all’interno della quale coesistono anche la biblioteca provinciale, la mediateca, l'emeroteca e il Centro Rete.
La collezione presente all’interno della sezione risale alla seconda metà del XIX secolo, merito della donazione dell’avvocato Giuseppe Zigarelli al comune di Avellino, e dall’aggiunta nel corso degli anni di nuove acquisizioni provenienti da successivi scavi condotti nella zona del territorio irpino da parte della Soprintendenza archeologica.
Diviso in nove sale, ognuna delle quali è dedicata ad un’area di provenienza specifica, il museo offre una panoramica riccamente documentata delle varie fasi di insediamento nella zona dell’Irpinia, partendo dall’età preistorica fino alla tarda età romana: un’attenzione particolare è dedicata alla divinità italica Mefite, culto diffuso a partire dal VI secolo a.C. nella Valle d’Ansanto, con l’esposizione dell ‘Xoanon’, ossia il corpo ligneo della divinità, ritrovato nel torrente adiacente al lago di gesso e metano, ai piedi del medesimo santuario.
Attraversando circa cinque secoli di storia tale area ha infatti restituito un corpus di materiali archeologici di notevole valore, e molti sono i ritrovati che testimoniano il culto di questa divinità, dall’età italica, come la statuetta votiva che raffigura una donna in tipico abbigliamento sannitico, alle tavolette fittili con scene votive databili all’età imperiale.

### Museo Irpino Risorgimento
Questa sezione del museo fu voluta nel 1970 dal professor Fausto Grimaldi, il quale aveva raccolto un cospicuo corpo di materiale documentario che copriva il periodo che va dal 1799 al 1915. In principio il materiale fu ospitato ed esposto al pubblico nelle sale dell’edificio di corso Europa fino alla fine degli anni ‘90, per finire poi archiviato nei depositi quando tali sale furono riconvertite e adoperate per l’organizzazione della mediateca provinciale.
Solo nel 2011, in occasione dei 150 anni dell’unità d'Italia, i documenti ed i 330 reperti, tra uniformi, oggetti e armi utilizzate dai patrioti, provenienti da quattro archivi principali (Barra, Capozzi, Trevisani e Pironti), e attualmente proprietà della biblioteca provinciale, furono dislocati nella nuova sede dell’ex-carcere borbonico di Avellino.

### Pinacoteca provinciale
La pinacoteca provinciale è attualmente anch’essa inclusa nell’ex-carcere borbonico e presenta una collezione dedicata alla pittura campana tra il XIX e il XX secolo, frutto di donazioni e acquisizioni da parte del comune di Avellino.
Divisa in quattro sezioni, la collezione offre una panoramica della pittura in Irpinia con artisti come: Giovanni Battista, Vincenzo Volpe e Alfonso Grassi; una sezione è dedicata interamente ad Achille Martelli, pittore irpino di adozione mentre una terza sezione mette in evidenza l’importanza della pittura napoletana. In ultimo l’area destinata alla ritrattistica, con i pittori locali Angelo Volpe, Michele Lenzi e altri.

### Collezione Salomone
Nel 1935, il colonnello medico di marina Giuseppe Salomone, dona al Museo Irpino la sua ricca collezione di porcellane orientali, raccolte negli anni grazie ad una raffinata passione per l’arte cinese e giapponese del XVIII secolo: vasi, anfore, vassoi, ciotole ed interi servizi per i cerimoniali del tè, che raffigurano suggestivi paesaggi e riprendono scene tradizionali della vita quotidiana del Sol Levante, e della Cina Imperiale.
Un’attenzione particolare è dedicata alla sezione delle porcellane cinesi della dinastia Qing (1644-1911), che giunsero in Europa direttamente dai palazzi imperiali (‘ceramiche imperiali’) di Pechino, ricche di rappresentazioni che riprendono la vita di corte, oltre alle tematiche classiche di mitologia cinese e letteratura.

### Lapidario provinciale
Ricca di reperti sistemati secondo un ampio arco cronologico, che partendo dal I secolo a.C. arriva fino all’epoca medievale, con l’esposizione di importanti steli funerarie come quelle di Luigi di Sus, la sezione del lapidario provinciale comprende alcuni corridoi del museo archeologico per estendersi in parte anche nell’ampio cortile esterno dell’ex carcere borbonico. Il corpus di materiale esposto è costituito prevalentemente da epigrafi sepolcrali, iscrizioni sacre e onorarie, oltre a testimonianze di opere pubbliche, tra cui firme, sigle e contrassegni: un bell’esempio sono l’epigrafe della costruzione di un porticus ad Aeclanum e quella relativa a dei lavori di manutenzione sulla via Traiana.
Tra le steli funerarie spicca lo stile in senari giambici ispirato al poeta Orazio, di quella dedicata a M. Pomponio Bassulo

### Biblioteca archeologica
Con più di 1000 volumi, tra monografie, periodici ed enciclopedie, la biblioteca tematica archeologica è una sezione distaccata dell’attuale biblioteca provinciale.
Conserva al suo interno un cospicuo archivio fotografico dei materiali conservati al museo, oltre a un prezioso archivio documentaristico, di cui sono parte inventari e registri d’ingresso originali della collezione Zigarelli, materiali raccolti tra gli anni ‘20 e ‘30 del XX secolo, oltre a materiali di archivio di epoche diverse che hanno contribuito all’attuale collezione museale.